# Closer Economic Relations

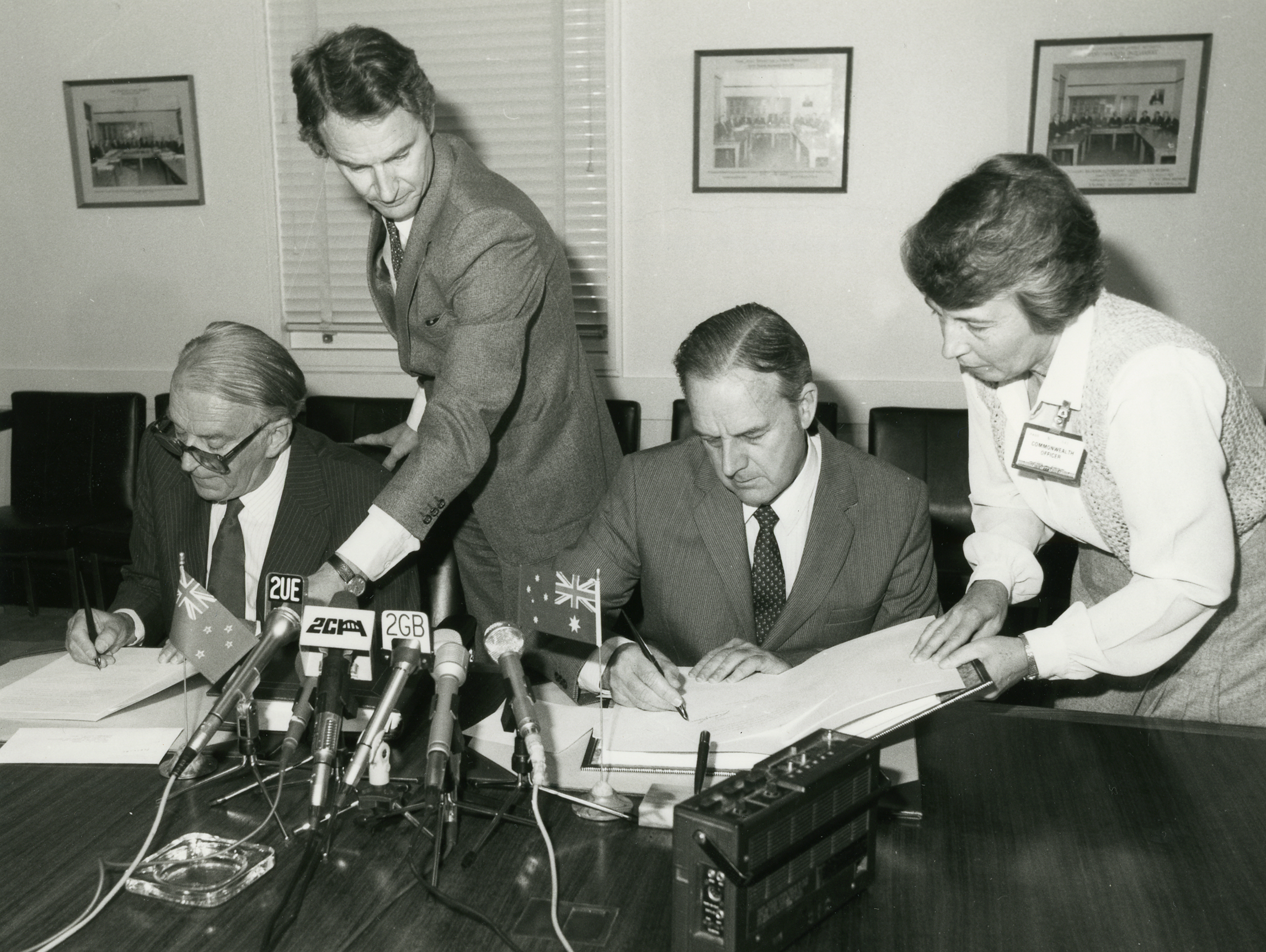
Signature du Closer Economic Relations le 28 mars 1983.

Le Closer Economic Relations (CER) (Rapprochement des relations économiques) est un accord de libre-échange entre la Nouvelle-Zélande et l'Australie. Il est également connu sous le nom de Australia New Zealand Closer Economic Relations Trade Agreement (ANZCERTA). Il est entré en vigueur le 1er janvier 1983, bien que le traité n'ait été signé effectivement que le 28 mars 1983 par le Vice-Premier Ministre d'Australie et ministre du commerce, Lionel Bowen (en) et le Haut Commissaire de Nouvelle-Zélande en Australie, Laurie Francis (en) à Canberra, en Australie. Le CER fait partie des accords les plus importants signés entre les deux gouvernements,. 
Cet accord est construit sur l'ancien New Zealand Australia Free Trade Agreement (NAFTA) signé le 31 août 1965 et qui était entré en vigueur le 1er janvier 1966. Mais bien que cet accord ait éliminé 80 % des droits de douane et des restrictions quantitatives sur le commerce à travers la mer de Tasman, il était considéré comme trop complexe et bureaucratique. Aussi en mars 1980, un communiqué conjoint des Premiers Ministres des deux pays a été publié demandant l'établissement « de relations économiques plus étroites ». 
Les deux principaux points de blocage dans les négociations furent, pour la Nouvelle-Zélande, la volonté d'avoir un meilleur accès pour ses produits laitiers en Australie et, pour l'Australie, que la Nouvelle-Zélande supprime ses incitations à l'exportation et ses limitations quantitatives. Après que ces deux obstacles aient été surmontés, un projet d'accord fut signé le 14 décembre 1982 et entra en vigueur le 1er janvier de l'année suivante. 
Un des résultats les plus importants de cet accord a été le Protocole sur l'accélération du libre commerce des marchandises, qui a abouti à l'élimination totale des droits de douane ou des restrictions quantitatives entre les deux pays depuis le 1er juillet 1990 avec cinq ans d'avance sur la date prévue. 
Cet accord porte aussi sur les points suivants : 
- Un bien qui peut être légalement vendu dans un pays peut l'être également dans l'autre. La reconnaissance mutuelle des diplômes entre les deux pays (avec quelques exceptions comme les médecins)
- Les sociétés de services peuvent offrir leurs services dans les deux pays (à quelques exceptions près comme les transports aériens).

L'accord est complémentaire du Trans-Tasman Travel Arrangement et il couvre la grande majorité du commerce des marchandises du celui-ci.